# Сіксто Дюран Бальєн
Сіксто Дюран Бальєн Кордовес (ісп. Sixto Durán Ballén Cordovez; 14 липня 1921 — 15 листопада 2016, Кіто, Еквадор) — еквадорський архітектор і політик, президент країни у 1992—1996 роках, провів низку економічних і соціальних реформ.

## Життєпис
Вивчав архітектуру в Колумбійському університеті в Нью-Йорку. Як професор викладав дизайн на факультеті архітектури у Центральному університеті Еквадору в Кіто (пізніше став мером міста), був міністром громадських робіт, обіймав посаду глави будівельного банку. 1996 року програв президентські вибори з різницею у кілька відсотків голосів.